# Thorium Reader
Thorium Reader  est un logiciel open source développé par EDR Labs pour visualiser les livres numériques aux formats ePub 2 et ePub 3 publiés avec la Gestion des Droits Numériques (DRM en anglais) Readium LCP et de lire des livres audio au format MP3.